# Os Garotin
Os Garotin é um grupo musical brasileiro formado por Léo Guima (Leonardo Guimarães), Anchietx (Lucas Anchieta Gonzaga Ribeiro) e Cupertino (Victor Cupertino) na cidade de São Gonçalo.
No ano de 2024 Os garotin receberam o prêmio Grammy Latino pela categoria Melhor Álbum de Pop Contemporâneo em Língua Portuguesa, que disputaram com os álbuns lançados em 2024 de artistas como Luisa Sonza, Jão, Melly e Iza.

## Carreira
O trio se uniu pela primeira vez em 2019, na festa de aniversário de Cupertino, na casa que o cantor dividia com Léo Guima. Eles eram amigos, mas pensavam em suas carreiras musicais de maneira separada, mas foram incentivados a se tornarem um trio quando descobertos pela empresária Paula Lavigne. A partir desse momento, iniciou-se a parceria musical que, em 8 de agosto de 2023, resultou no primeiro EP do grupo, Os Garotin Sessions. Em maio de 2024 foi lançado o primeiro álbum do trio, intitulado Os Garotin de São Gonçalo, com 12 músicas, dentre as quais "Calor do momento" foi o single de promoção do disco.
Em 17 de setembro de 2024, o trio gonçalense foi nomeado ao Grammy Latino em três categorias: Artista revelação, Melhor Álbum de Pop Contemporâneo em Língua Portuguesa e Melhor Engenharia de Som; dentre estas, o grupo trouxe de volta para o Brasil, no dia 14 de novembro de 2024, o gramofone por Melhor Álbum de Pop Contemporâneo em Língua Portuguesa.
Cada integrante do grupo também conta com um EP solo, Leo Guima com Só Vem, lançado em 2023; Anchietx com Lucas e Cupertino com Mais Uma História de Amor, lançados em 2024.

## Características musicais
O trio navega por diversos ritmos e gêneros musicais, dentre eles se destacam R&B, Soul, MPB, e Pop. Na música brasileira, o grupo é influenciado por nomes como Jorge Ben, Tim Maia, Cassiano, Gilberto Gil e Caetano Veloso.
Em suas letras são trazidos temas relacionados a representatividade negra, histórias de amor, críticas sociais  e cultura da periferia do Rio de Janeiro. Uma música de destaque do grupo é Vini jr. na qual é feita uma homenagem ao jogador de futebol Vinícius Júnior, que também cresceu na mesma cidade em que se originou a banda.

## Prêmios e Reconhecimentos
- 2024 - Grammy Latino de Melhor Álbum de Pop Contemporâneo em Língua Portuguesa[1]

## Discografia
| EP: Os Garotin Session    | EP: Os Garotin Session | EP: Os Garotin Session |
| Canção                    | Duração                | Ano                    |
| ------------------------- | ---------------------- | ---------------------- |
| Pouco a Pouco             | 2:51                   | 2023                   |
| Queda Livre               | 3:38                   | 2023                   |
| Mais uma História de Amor | 2:56                   | 2023                   |
| Carinha de Neném          | 2:18                   | 2023                   |
| Zero a Cem                | 3:10                   | 2023                   |

| Álbum: Os Garotin de São Gonçalo | Álbum: Os Garotin de São Gonçalo | Álbum: Os Garotin de São Gonçalo |
| Canção                           | Duração                          | Ano                              |
| -------------------------------- | -------------------------------- | -------------------------------- |
| garota                           | 3:14                             |                                  |
| curva escura                     | 3:40                             |                                  |
| calor do momento                 | 3:19                             |                                  |
| estranha vontade louca           | 2:45                             |                                  |
| violão amarelo                   | 3:03                             |                                  |
| em nome da paz                   | 3:10                             |                                  |
| desapega                         | 3:27                             |                                  |
| queda livre                      | 3:32                             |                                  |
| pique anitta                     | 2:36                             |                                  |
| absurdo                          | 3:35                             |                                  |
| pouco a pouco                    | 2:50                             |                                  |
| vini jr.                         | 2:43                             |                                  |